# Партечипацио, Пьетро
Пьетро II Партечипацио (итал. Pietro II Partecipazio; ум. 942) — 20-й венецианский дож с 939 года, сын дожа Орсо II Партечипацио.

## Биография
Пьетро происходил из знатного венецианского рода Партечипацио. Вскоре после того, как его отец, Орсо II Партечипацио, был избран дожем, он отправил сына в Византию. На обратном пути он в 911 или 912 году попал в плен к князю Захумья, который отослал пленника к болгарскому царю Симеону I. Позже Пьетро был выкуплен.
В 939 году Пьетро был выбран дожем. За время правления ничем себя не зарекомендовал. Умер он в 942 году и был похоронен в церкви Сан-Феличе ди Аммиана.
Историки, начиная с Андреа Дандоло, считают Пьетро родоначальником семьи Бадоер.